# GSN 069
GSN 069 est une galaxie naine active située à environ 76 Mpc (∼248 millions d'al) de la Terre, dans la constellation du Sculpteur. Elle est l'hôte de l'un des trous noirs à la croissance la plus rapide, si bien qu'il consume environ 0,14 M⊕ (12 fois la masse de la Lune) en une journée de 24 heures.

## Galaxie naine
GSN 069 est une galaxie naine car elle est petite et elle ne contient que quelques centaines de millions d'étoiles, ce qui signifie qu'elle contient environ cent fois moins d'étoiles qu'une galaxie comme la Voie lactée. Les trous noirs sont notoirement difficiles à trouver dans les galaxies naines car ils sont généralement trop petits et faibles pour que les télescopes à lumière optique puissent suivre les mouvements rapides des étoiles au centre, sauf dans des cas comme la galaxie naine sphéroïdale Leo I. Des estimations de sa taille suggèrent que son diamètre mesure 15 ± 1 kpc (∼48 900 al), soit une galaxie 0,48 plus petite que la Voie lactée. Elle est aussi une galaxie faiblement lumineuse puisque sa magnitude absolue est mesurée à -18,2 dans l'optique et à -21,5 dans l'infrarouge proche.

## Activité

Évolution de la source X au cours d'un jour capturée par le télescope spatial Chandra, l'image de fond est réalisée pour le Digitized Sky Survey.

Le centre de GSN 069 est exceptionnel puisque des observations faites avec le télescope spatial Chandra ont montré que le trou noir supermassif de la galaxie consume plus de 12 masses lunaires en l'espace d'un jour.
La source de rayons X de GSN 069 est une évidence que son trou noir supermassif consume des quantités imposantes de matière, de l'ordre de 3 fois par jour. La source X en question est hautement variable mais elle reste régulière, la galaxie émet toujours des bouffées de rayons X toutes les 9 heures, signe que le trou noir absorbe de grands nuages de gaz. Des mesures très rapprochées suggèrents que le trou noir croît de 12 masses lunaire par jour (4 masses lunaires par phase d'activité).
Lorsque le trou noir consume de la matière, il produit des jets astrophysique qui produisent une quantité formidable de rayons de hautes énergies. Ceux observés au sein de GSN 069 sont si violents que la luminosité X de la galaxie se voit augmentée d'un facteur 20. Une partie de la source X est causée par les jets et l'autre partie est causée par du gaz chauffé à plusieurs millions de K, composant un disque d'accrétion.

## Problème de la température
L'origine de ce gaz chaud reste un mystère car il apparaît trop chaud pour que la température soit uniquement reliée au disque d'accrétion.
Des hypothèses existent pour expliquer cette température anormale. La plus envisagée est celle d'un trou noir, dont la masse est estimée à 400 000 M☉, en rotation extrêmement rapide (0,98 c) qui entraîne la matière dans une ergosphère, ce qui permet de faire atteindre à la matière de très fortes températures, grâce à un phénomène de friction.
Autrement, l'origine d'autant de gaz dans le centre de GSN 069 reste tout autant un mystère, puisque la situation du trou noir demande qu'il ait une source de gaz à proximité, mais elle reste inobservable.

## Source QPE
Le trou noir qui siège au centre de GSN 069 est une source d'éruption quasi-périodique (QPE pour Quasi-Periodic Eruption) parmi les plus régulières, puisque la variabilité en rayons X se produit toutes les 9 heures. La source des baisses de luminosité est interprétée comme une zone sombre du disque d'accrétion qui éclipse la luminosité du disque lorsqu'elle passe entre le disque et l'observateur, dans ce cas, la Terre.

## Histoire
Le télescope spatial XMM-Newton a été le premier à détecter le phénomène d'expulsion de rayons X, en détectant 2 bouffées simultanées le 24 décembre 2018. Après que les scientifiques aient observé le phénomène grâce aux données d'archives du XMM-Newton, ils décidèrent de lancer une campagne d'observation pour comprendre le mécanisme qui régit la source X. Pendant le 16 et le 17 août 2019, 5 bouffées de rayons X seront observées par le XMM-Newton. D'autres observations seront menées grâce à Chandra, et c'est à ce moment que les scientifiques émettront l'hypothèse que la source X est originaire d'un quasar en formation ainsi que le mécanisme à l'origine de la variabilité de la source.

## Rupture par effet de marée
Une spectroscopie de GSN 069 faite dans l'ultraviolet proche a révélé une surabondance d'azote et un déficit de carbone dans le spectre de la galaxie, de l'ordre de [C/N] est égale à -3,33. Des observations en ondes radio ont suggéré qu'une étoile du cœur de GSN 069 venait de subir une rupture par effet de marée et que la surabondance d'azote provient d'une étoile maintenant disloquée. La teneur en carbone de la galaxie est celle qui est dans ce genre d'objet mais la présence importante d'azote vient du fait que des photons, venant du disque d'accrétion, traversent les restes stellaires de l'étoile et adoptent les raies spectrales du matériau qu'ils traversent, dans ce cas de l'azote provenant d'une ancienne étoile.

## Collision improbable
En 2021, une étoile a été observée entrain d'entrer en collision avec le disque d'accrétion du trou noir supermassif de GSN 069. Cette étoile, qui orbite le trou noir à un distance de 0,05 +0,02
-0,02 a.l. et un demi-grand axe de 365 +54
-49 UA, s'est faite "dépouiller" à la suite de son passage à proximité du trou noir supermassif, créant une semi rupture par effet de marée. L'étoile semi disloquée était (avant son passage) une géante rouge, dont le rayon était compris entre ~5 et 20 R☉ et dont la masse est estimée entre 1 et 5 M☉, dont l'enveloppe externe (sa photosphère) a été arrachée par les effets de marée présents aux abords des trous noirs supermassifs. L'étoile restante est donc le cœur mis à nu d'une géante rouge.